# Nudná miliarda

Mapa superkontinentu Kolumbie v době před 1,6 miliardou let

Nudná miliarda je termín, který použil britský paleontolog Martin Brasier pro časový úsek proterozoika, který začal přibližně před 1,8 miliardou let a skončil před 720 miliony lety. Označení „Boring Billion“ odráží skutečnost, že z této etapy vývoje Země chybějí doklady o dramatických změnách podnebí, geologického složení planety a vývoje životních forem, což nápadně kontrastuje s předchozími i následujícími událostmi. Podle Petera Cawooda a Chrise Hawkeswortha bylo toto období analogií středověku v dějinách lidstva.
Pro zmíněnou miliardu let je typická nízká hladina kyslíku a postupné ochlazování zemského pláště. Zemská kůra byla výrazně tenčí než v recentním období. Existoval jediný superkontinent Kolumbie obklopený oceánem, po jeho rozpadu vznikla okolo 1,3 Ga Rodinie, zaujímající převážně rovníkové oblasti. Kontinenty byly ploché, horotvorná i sopečná činnost byla minimální, k výjimkám patřila oblast Musgrave Block v Austrálii. Podle geochemika Donalda Canfielda obsahovala tehdejší mořská voda převážně sulfany. Průměrná celosvětová teplota se pohybovala okolo 19 °C. Na pólech se v zimě tvořily kry, trvalé zalednění však pravděpodobně neexistovalo. Zemská rotace byla rychlejší a den proto trval pouze 19 hodin; jeho následné prodlužování je způsobeno vzdalováním Měsíce.
Z období „nudné miliardy“ se zachovaly četné stromatolity. Na Zemi převládala prokaryota, docházelo však již k rozvoji eukaryot. Nálezy relativně pokročilých životních forem starých půldruhé miliardy let na území Ukrajiny jsou známy jako volyňská biota. První řasy začaly v této době kolonizovat souš. Z periody tonu je doložen první známý zástupce živočišné říše, Otavia antiqua.
Výraz „nudná miliarda“ je z hlediska evoluce považován za zbytečně pejorativní, neboť právě toto dlouhé období relativní stability umožnilo postupné okysličování atmosféry a vývoj vyšších životních forem.